# Mandzsu restauráció

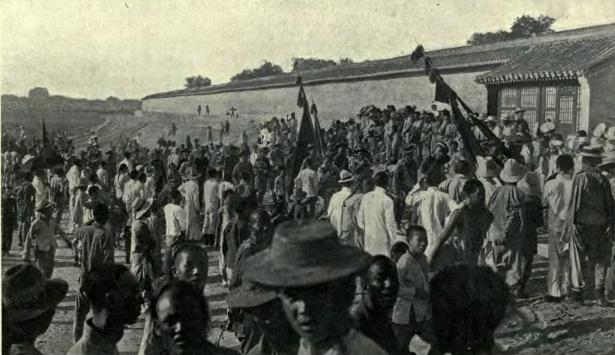
Csang Hszün (Zhang Xun) és a monarchia támogatói az Ég temploma előtt a restauráció kikiáltása után

A mandzsu restauráció a Csing (Qing)-dinasztia restaurációja volt Kínában 1917. július 1. és július 12. között, amelyet a monarchista érzelmű Csang Hszün (Zhang Xun) tábornok hajtott végre a Pekingben uralkodó kaotikus állapotokat kihasználva. Nagyon hamar kiderült, hogy a monarchia visszaállítása nem élvez jelentős támogatást, és nem sikerült még formálisan sem jogossá tenni azt, ugyanis Li Jüan-hung (Li Yuanhung) elnököt nem sikerült lemondatni. A tábornok csapatai segítség hiányában vereséget szenvedtek, és a dinasztia végérvényesen megbukott Kínában.

## Előzmények
Tuan Csi-zsuj (Duan Qirui) kormánya 1917-ben megszakított minden diplomáciai kapcsolatot a Német Birodalommal és az Osztrák–Magyar Monarchiával. Ezt követően Tuan (Duan) az antant oldalán kívánt belépni az első világháborúba, hogy így Kína visszaszerezhesse Santung (Shandong)ot, amely német koncessziós terület volt. Valamint ezzel megszerezte volna az antant támogatását, és egy japán kölcsönt is, amiből az országot egyesítő belháborút finanszírozni tudta volna.  A parlament azonban ehhez nem adta támogatását, és Li Jüan-hung (Li Yuanhung) elnök is a képviselőket támogatta. Tuan (Duan)t leváltották, aki Tiencsin (Tianjin)be menekült, és onnan próbált meg visszatérni a hatalomba a hadurak felbujtásával és katonák küldésével.

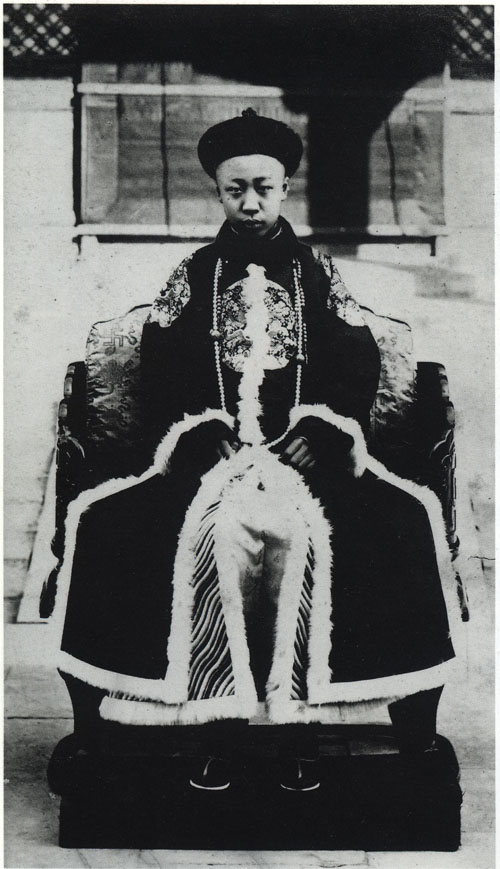
Pu Ji (Puyi) császári köntösben

Az események miatt káosz alakult ki a fővárosban, és több északi tartomány is kikiáltotta függetlenségét a Li elnök vezette kormányzattól. Ezt használta ki Csang Hszün (Zhang Xun) tábornok, aki az 1911-es forradalom után sem vágta le copfját, és katonái sem a monarchia iránti elkötelezettség jeleként. Az elnököt sikerült Pekingbe csalnia, magát ajánlva békeközvetítőnek, majd június második felében csapatai élén északra indult. Június 12-én vonult be a városba több ezer fős „testőrségével”, akik azonnal elfoglalták a stratégiai pontokat. Csang (Zhang) még bevonulása előtt tanácskozott az északi militarista vezetőkkel, majd érkezése másnapján kényszerítette Li elnököt, hogy oszlassa fel a parlamentet. Ezután július 1-jén a Tiltott Városban felkereste Pu Ji (Puyi)t, az utolsó császárt, akit 1912. február 12-én mondattak le trónjáról.

## A restauráció

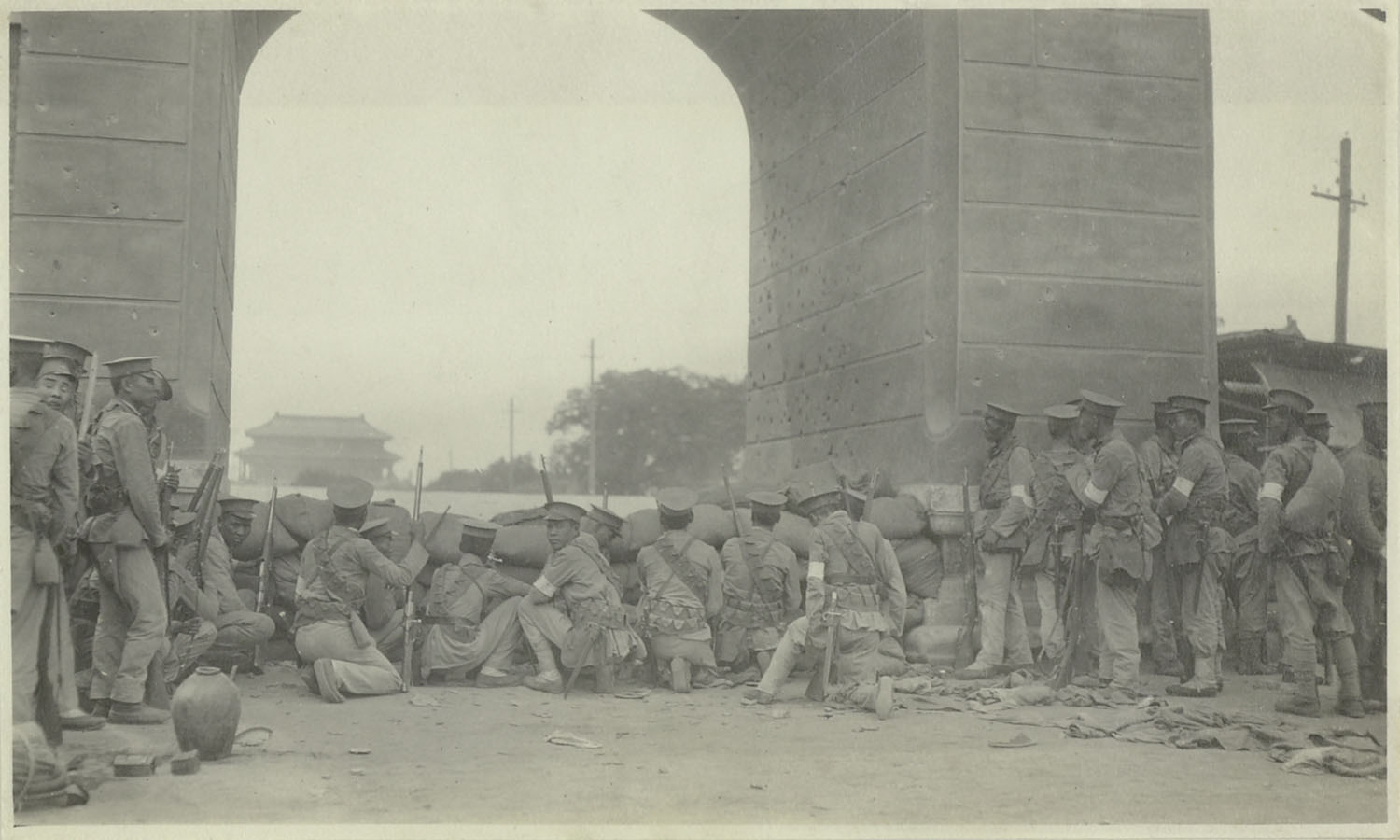
Köztársasági katonák a Tiltott Város keleti bejáratánál

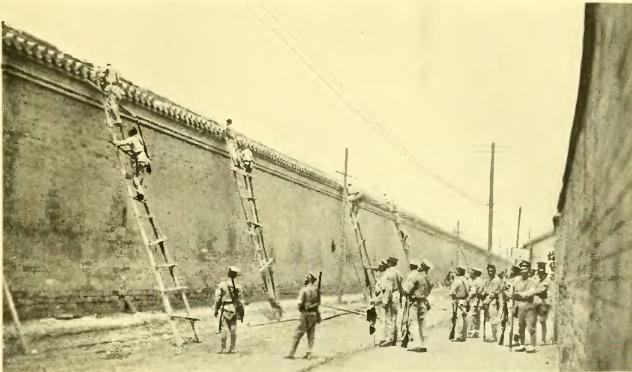
Köztársasági katonák megrohanják a Tiltott Várost 1917. július 12-én

A városban hamar híre ment a régi rend visszatérésének, a rendőrség pedig szorgalmasan segédkezett, hogy minden házra kikerüljön a sárkányos Csing (Qing) lobogó. Az utcákon pedig újra feltűntek a régi, császárkori köntösök, amelyeket a forradalom óta rejtegettek tulajdonosaik, és sokan lófarokból készítettek álcopfokat. A lakosság egy jelentős része papírból ragasztott zászlókat, mivel nekik nem volt otthon. Csang (Zhang) pedig a császárhoz ment, hogy felkérje a trónra való visszatérésre. Pu Ji (Puyi) először az illemnek megfelelően visszautasította a felkérést, majd másodszorra elfogadta azt. Ezután 9 ediktumot jelentett meg, amelyekben az elnök lemondásáról, az államtanács hét tagjának és a minisztériumok vezetőinek kinevezéséről intézkedett. Csang (Zhang) az államtanács tagja lett, és jelentős befolyást kapott.
A császári kancellária hivatalnokai lázas munkába kezdtek, az udvar jó hangulata pedig egyre inkább nőtt. A hercegek azonban hamar elégedetlenné váltak, ugyanis Csang (Zhang) már másnap megtiltotta nekik, hogy politizáljanak. Ők ezért összegyűlve próbáltak valami válaszlépést kitalálni, ám a restauráció veresége ezt megakadályozta. Li elnök azonban továbbra sem volt hajlandó lemondani, és bezárkózott az elnöki palotába. Július 3-án reggel aztán megszökött, és először egy francia kórházban keresett menedéket, majd a japán követségre ment, ahol elszállásolták. Ekkor kiderült az is, hogy Li elnök ezt megelőzően táviratot küldött Tuan (Duan)nak, és újra kinevezte miniszterelnökké, valamint Feng Kuo-csang (Feng Gouzhang)nak, akit felkért arra, hogy ideiglenes gyakorolja az elnöki jogköröket, amíg ő akadályoztatva van.
Tuan (Duan) azonnal Tiencsin (Tianjin)be sietett, és átvette a parancsnokságot az ottani katonák felett, majd kiáltványt adott ki, amelyben kijelentette, hogy harcolni fog a köztársaságért. Július 5-én a köztársasági csapatok meg is indultak Peking felé, és Csang Hszün (Zhang Xun) kijelentette, hogy harcol a végsőkig. Csapatait a Peking–Tiencsin (Tianjin) vasútvonal mentén állította fel, ám a köztársaságiak túlereje rövid harc után meghátrálásra kényszerítette őket. Július 9-ére már teljesen bekerítették Pekinget. A császár tanácsadói utolsó ötletként azzal álltak elő, hogy kérjék Csang Co-lin (Zhang Zuolin) mandzsúriai hadúr segítségét, akiről tudott volt, hogy erősen monarchista érzelmű. A neki szánt ediktumot azonban nem tudták eljuttatni hozzá, ugyanis a futárt a városkapun kívül elfogták. Bizonyossá vált, hogy a puccs és a monarchia visszaállítása elbukott, és ezért senki sem akart vérontást látni a főváros utcáin. A köztársaságiak elrettentésképpen légitámadást hajtottak végre a császári palota ellen, amely a legelső volt Kína történelmében, és nagy lélektani hatással járt, annak ellenére, hogy a három ledobott bombából csak kettő robbant fel, és azok is csak egy sérülést, és elhanyagolható anyagi kárt okoztak.
Csang Hszün (Zhang Xun) fejére 10 000 font sterling vérdíjat tűztek ki élve vagy halva, aki ezért még kevesebb hajlandóságot mutatott a megadásra. Július 12. hajnalán aztán pisztolylövés adott jelt az általános támadásra, és a köztársaságiak könnyedén benyomultak a városba. A copfos sereg főerői az Ég templomában barikádozták el magukat, és több napig is képesek lettek volna kitartani ott, ám pár óra után feladták a harcot és megadták magukat. Sokan vágták le a régi rendet jelképező copfjaikat, hogy így mentsék életüket. Csang (Zhang) a végsőkig történő harc helyett elmenekült, és a holland követségen keresett menedéket. A restaurációs erők vereségét követően Pu Ji (Puyi) császárt tizenegy nap uralkodás után ismét lemondatták. A harcokban körülbelül 25 ember vesztette életét és mintegy 45 megsebesült, köztük külföldiek is.

## Következmények
A hercegeket nem vonták felelősségre a restauráció miatt, hiszen az adott időszakban nem politizálhattak. A Csing (Qing)-dinasztia azonban rosszabb helyzetbe került, mint eredetileg volt. A restauráció eredményeképpen hatalomra jutó Tuan (Duan), aki miniszterelnök lett és Feng, aki átvette az elnöki tisztséget azonban nem kívánta a dinasztiát besározni, így Csang (Zhang)ot tették meg bűnbaknak. Úgy állították be az eseményeket, mintha ő kényszerítette volna rá akaratát a fiatal császárra, aki ezt tehetetlenül végignézte. A kínai lapok később abban látták Csang (Zhang) bukásának okait, hogy elhitte, a többi hadúr támogatja őt, ám a restauráció időpontjában ők hátat fordítottak neki, és saját hatalmukat erősítették meg. Li távozása az elnöki posztról lehetővé tette augusztus 14-én az első világháborúba való belépést is. A mandzsu dinasztiát ezután azonban már gyanakvóan figyelték, és ez hozzájárult ahhoz, hogy Feng Jü-hsziang (Feng Yuxiang) kiűzze a lemondott császárt Pekingből 1925-ben.